# محافظة أوتاراديت
محافظة أوتاراديت (بالتايلاندية: อุตรดิตถ์)(بالإنجليزية: Uttaradit)‏ هي واحدة من محافظات تايلاند الخمس والسبعين تجاور محافظات فيتسانولوك وسوكوتاي ونان وكذلك دولة لاوس.

## الجغرافيا
تقع المحافظة في وادي نهر نان عن بعد حوالي 45 كيلومترا من شمال وسط مدينة أوتاراديت ويقع فيها سد سيركيت الذي يحتوي على بحيرة صناعية بمساحة 250 كيلومترا مربع وتوجد ثلاثة حدائق وطنية في المحافظة.

## التقسيمات الادارية
تنقسم المحافظة في 9 دوائر داخلية (مقاطعات) وتنقسم هذه إلى 67 بلدية و 562 قرية.
- موينج أوتاراديت
- ترون
- تا بلا
- نام بات
- فيك تا
- بان كواك